# Carmenta Farra
Carmenta Farra est une formation géologique à la surface de la planète Vénus située au centre d'Eistla Regio, par 12,4° N et 8° E.

## Géographie et géologie
Il s'agit d'un groupe de trois « dômes en crêpe » — pancake domes en anglais — s'étendant sur 180 km entre Nehalennia Corona au nord et Changko Corona au sud-est, l'ensemble étant situé au sud-ouest de Sappho Patera (Irnini Mons) et à l'ouest d'Anala Mons. Leur diamètre est respectivement de 62 km, 58 km et 20,6 km, et leur hauteur ne dépasse pas 1 km.
L'UAI n'a répertorié que neuf formations de type farrum sur Vénus (il en existe cependant davantage, qui n'ont pas reçu de nom), sans équivalent connu sur aucune autre planète du système solaire. Elles seraient d'origine volcanique, la forme en galette résultant d'un épanchement de lave visqueuse riche en silice se répandant circulairement autour de la bouche volcanique avant de se solidifier.
L'autre grand groupe de farra est Seoritsu Farra, à l'est d'Alpha Regio, plus étendu mais formé de « galettes » plus petites.